# Lista chorążych reprezentacji Bhutanu na igrzyskach olimpijskich
Lista chorążych reprezentacji Bhutanu na igrzyskach olimpijskich – lista zawodników i zawodniczek reprezentacji Bhutanu, którzy podczas ceremonii otwarcia nowożytnych igrzysk olimpijskich nieśli flagę Bhutanu.

## Chronologiczna lista chorążych
| Lp. | Rok i miejsce     | Chorąży          | Dyscyplina |
| --- | ----------------- | ---------------- | ---------- |
| 1   | 1984, Los Angeles | Thinley Dorji    | Łucznictwo |
| 2   | 1988, Seul        | Pema Tshering    | Łucznictwo |
| 3   | 1992, Barcelona   | Jubzang Jubzang  | Łucznictwo |
| 4   | 1996, Atlanta     | Jubzang Jubzang  | Łucznictwo |
| 5   | 2000, Sydney      | Jubzang Jubzang  | Łucznictwo |
| 6   | 2004, Ateny       | Tshering Chhoden | Łucznictwo |
| 7   | 2008, Pekin       | Tashi Peljor     | Łucznictwo |
| 8   | 2012, Londyn      | Sherab Zam       | Łucznictwo |
| 9   | 2016, Rio         | Karma            | Łucznictwo |
| 10  | 2020, Tokio       | Karma            | Łucznictwo |
| 10  | 2020, Tokio       | Sangay Tenzin    | Pływanie   |